# عنایت‌الله شهرانی
عنایت‌الله شهرانی (متولد ۱۳۲۱) نویسنده و هنرمند اهل افغانستان است. او دانش‌آموخته دانشگاه آریزونا است. او برادر نعمت‌الله شهرانی است.

## آثار
- هنر در افغانستان
- اصول تدریس هنر
- امثال و حکم فارسی
- امثال و حکم پشتو
- لغات مستعمل در لهجهً دری بدخشان
- فلک‌های کهسار
- فرهنگ عامیانه تاجیکی بدخشان
- ” گور اوغلی ” داستانهای حماسی ترکستان
- دوبیتیهای تاجکی
- تعلیم و تربیهً هنر در افغانستان (رساله ماستری ـ انگلیسی)
- ارزیابی امتحانات هنر در مکاتب عالی آمریکا (رساله دوکتورا ـ انگلیسی)
- تاریخچهً مختصر هنر در افغانستان
- ” بزم تاجیک ” ره آورد سفرتاجیکستان
- آسیای مرکزی
- مشاهیر بدخشان
- استاد عدیم شغنانی
- قهرمان ماورالنهر محمد ابراهیم لقی
- تاریخ بدخشان
- یادی از نقاشان افغانستان
- ضرب‌المثل‌های دری
- مرزهای همزیستی زبانها
- شاه محمدولی خان دروازی
- افسانهً شگوفه بهار
- شرح احوال و آثار عبدالحی حبیبی
- شرح احوال و آثار پروفیسور غلام محمد میمنگی
- مخفی بدخشانی
- گلبدن نامه
- کابل درپرده‌های تاریخ
- شجرهً اتراک
- بابرنامه
- غزنویان
- قانون طرب
- رسالهً موسیقی
- یمگان
- ظهیرالدین محمد بابر
- دیوان فارسی شاه غریب، میرزا غریبی
- دیوان فارسی مولانا هلالی چغتانی
- افکار شاعر
- پیرخرابات
- فیض قدس
- آرامگاه بابر